# Christina Johansen
Christina Juhl Johansen (Tommerup Stationsby, 17 de julio de 1992) es una deportista danesa que compite en remo.
Ganó dos medallas de bronce en el Campeonato Mundial de Remo, en los años 2017 y 2019, y una medalla de plata en el Campeonato Europeo de Remo de 2017.
Participó en los Juegos Olímpicos de Tokio 2020, ocupando el octavo lugar en la prueba de cuatro sin timonel.

## Palmarés internacional
| Campeonato Mundial | Campeonato Mundial        | Campeonato Mundial | Campeonato Mundial |
| Año                | Lugar                     | Medalla            | Prueba             |
| ------------------ | ------------------------- | ------------------ | ------------------ |
| 2017               | Sarasota (Estados Unidos) | Medalla de bronce  | Dos sin timonel    |
| 2019               | Ottensheim (Austria)      | Medalla de bronce  | Cuatro sin timonel |
| Campeonato Europeo |                           |                    |                    |
| Año                | Lugar                     | Medalla            | Prueba             |
| 2017               | Račice (República Checa)  | Medalla de plata   | Dos sin timonel    |